# Iván Futryk
Iván Futryk –en ucraniano, Іван Футрик– (5 de diciembre de 1989) es un deportista ucraniano que compitió en remo. Ganó dos medallas en el Campeonato Europeo de Remo, en los años 2012 y 2015.

## Palmarés internacional
| Campeonato Europeo | Campeonato Europeo | Campeonato Europeo | Campeonato Europeo |
| Año                | Lugar              | Medalla            | Prueba             |
| ------------------ | ------------------ | ------------------ | ------------------ |
| 2012               | Varese (Italia)    | Medalla de plata   | Cuatro scull       |
| 2015               | Poznań (Polonia)   | Medalla de bronce  | Doble scull        |